# Joachim Sproß
Joachim Sproß (* 6. Juli 1966 in Emsdetten) ist ein ehemaliger deutscher Handballspieler und heutiger -trainer. Der 1,91 m große Linksaußen spielte für den TSV Bayer Dormagen, den TSV GWD Minden und den TuS Nettelstedt in der Bundesliga. Vereinzelt wurde er auch auf der Position des linken Rückraumspielers eingesetzt.

## Karriere
Sproß spielte zunächst bis 1989 für den TV Emsdetten und von 1989 bis 1991 für den OSC Dortmund in der 2. Bundesliga. Danach wechselte er zum TSV Bayer Dormagen in die Bundesliga. Mit Dormagen erreichte er 1993 das DHB-Pokal-Finale und das Finale des IHF-Pokals. 1994 wechselte er zum Zweitligisten TSV GWD Minden und feierte dort im ersten Jahr den Bundesliga-Aufstieg und in der darauffolgenden Saison den Klassenerhalt. Danach wechselte er zum TuS Nettelstedt, mit dem er den Euro-City-Cup gewann. Sein Vertrag wurde jedoch nach einem Jahr wieder aufgelöst. Im Sommer 1997 erwarb Sproß die Trainer-B-Lizenz, wechselte zum Verbandsligisten HCE Bad Oeynhausen, stieg 1998 in die Oberliga auf und übernahm dort ab 1999 das Amt des Spielertrainers. Ab 2003 übte er bei der ersten Mannschaft nur noch das Traineramt aus und spielte parallel für die zweite Mannschaft in der Bezirksliga. Es folgte ein 10-monatiges Engagement bei der zweiten Mannschaft von GWD Minden in der Regionalliga und ein 5-monatiges beim Zweitligisten TuS Spenge. Durch seinen berufsbedingten Umzug nach Süddeutschland entwickelten sich Kontakte zur schweizerischen Handballszene. Er trainierte einige Jahre die U-15-Regionalauswahl der Nordwestschweiz, wurde 2012 Co-Trainer des Erstligisten RTV 1879 Basel und im Oktober 2013 Trainer des Zweitligisten TV Möhlin. In der Schweiz erwarb er auch die Lizenz "Eidgenössischer Berufstrainer für Leistungssport".
Seit 2014 ist er ohne Anstellung als Trainer.

## Erfolge
- Euro-City-Cup-Sieger 1997
- Aufstieg in die Bundesliga 1995
- Aufstieg in die Oberliga 1998
- Vize-DHB-Pokalsieger 1993
- Vize-IHF-Pokalsieger 1993

## Privates und Sozialmanagement
Sproß ist Diplom-Sozialarbeiter und war unter anderem von 1995 bis 2002 Schuldnerberater des Sozialdienstes katholischer Frauen in Minden, von 2002 bis 2008 Geschäftsführer des VAB e.V. (Verein für soziale Arbeit und Beratung), von September 2008 bis April 2015 Geschäftsführer der Dieter-Kaltenbach-Stiftung und von Juni 2015 bis August 2017 Leiter des Fachbereichs Jugend, Schulen und Sport der Stadtverwaltung Lörrach. Seit September 2017 ist er Bundesgeschäftsführer der Deutschen Gesellschaft für Muskelkranke in Freiburg im Breisgau.
Er ist verheiratet und hat zwei Töchter (* 1994 und 1998–2017) und einen Sohn, Felix (* 1997), der ebenfalls Handballspieler ist.